# Maschinenpistole 41
Le maschinenpistole 41 ou MP41 en raccourci est un pistolet mitrailleur allemand des années 1940.

## Historique
Hugo Schmeisser conçut pendant la Seconde Guerre mondiale le MP41, vers l'année 1941. Cette arme était constituée du corps et la culasse du MP40 et d'une crosse d'épaulement en bois et du mécanisme de mise à feu du MP28.

## Technique
Sa crosse est en bois. Il fonctionne avec une culasse non calée et un sélecteur de tir. Son canon comprend six rayures à droite. Le levier d'armement est à gauche.

## Diffusion militaire
Le MP41 fut construit tout au long de la  Seconde Guerre mondiale, mais il faut savoir que cette arme n’était pas réglementaire dans la Wehrmacht. Il fut surtout produit par Haenel à l'exportation (Armée roumaine). Mais ce PM fut principalement utilisé par les Waffen SS sur le Front de l'Est.